# Whitfieldia liebrechtsiana
Whitfieldia liebrechtsiana là một loài thực vật có hoa trong họ Ô rô. Loài này được De Wild. & T.Durand miêu tả khoa học đầu tiên năm 1899.